# Lot 44
Lot 44 est un canton dans le comté de Kings, Île-du-Prince-Édouard, Canada. Il fait partie de la Paroisse East.

## Population
- 887 (recensement de 2001)[1]
- 868 (recensement de 2006)[1]
- 806 (recensement de 2011)[2]

## Communautés
Incorporé :
- Souris West

Non-incorporé :
- Bear River
- Clearspring
- Gowan Brae
- Lower Rollo Bay
- New Zealand
- Rollo Bay
- Saint Margarets